# Codex Aureus Laureshamensis

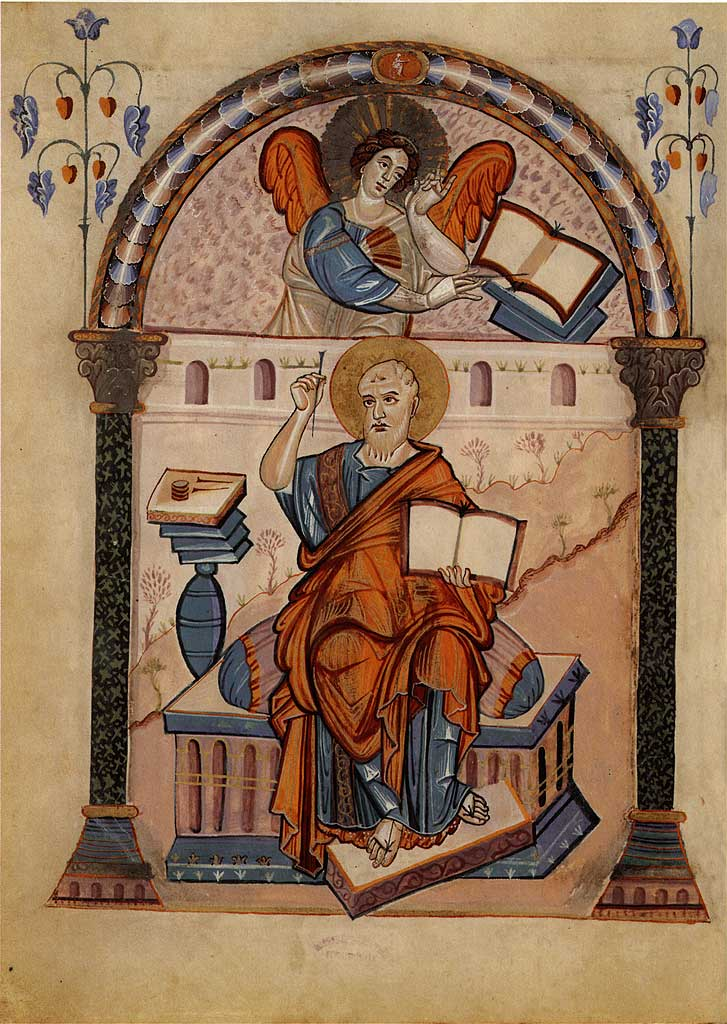
Matouš píšící evangelium, iluminace z Loršského evangeliáře

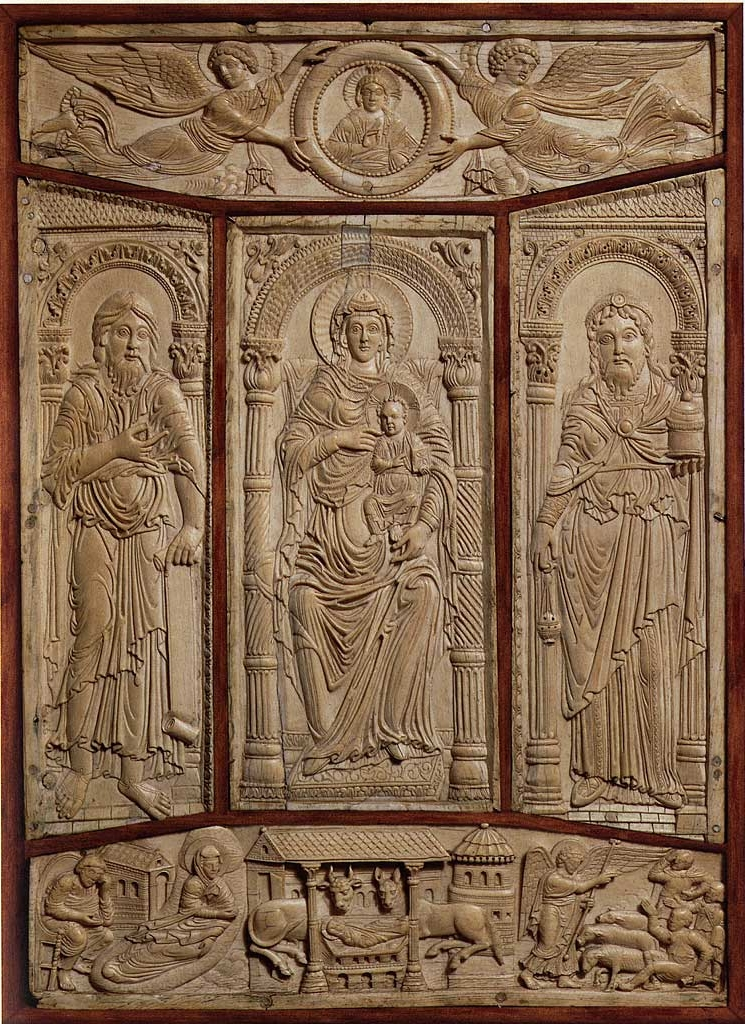
Přední deska

Loršský evangeliář (Codex Aureus Laureshamensis), také Zlatý kodex z Lorsche je raně středověká iluminovaná kniha, vytvořená kolem roku 810 na dvoře Karla Velikého, pravděpodobně v jeho dvorské dílně v Cáchách.

## Popis
Kniha o rozměrech 37,4 (až 38,1 cm) × 27 cm měla původně 474 stran rukopisu, psaného na pergamenu z telecí kůže., dochovalo se jich jen 346 (222 v Alba Iulia, 124 v Římě). Psací plocha měří 27 × 17,5 cm. Texty jsou psané unciálou na stránkách členěných do dvou sloupců po 31 řádcích, odkazy na evangelia mají čtyři sloupce, oddělené sloupy arkád. Stránky s nadpisy a iniciály jsou psány velkými písmeny, ostatní texty jsou psány karolínskou minuskulou. Používá se zlatý inkoust na fialovém nebo purpurovém pozadí. Text rámují lišty s ornamentálními úponkami.

### Obsah
- Texty: čtyři evangelia, dvě epištoly sv. Jeronýma, dvanáct kanonických tabulek, čtyři předmluvy k evangeliu.
- Miniatury: celostranné: čtyři evangelisté a Majestas Domini.
- Vazba: dvě desky ve stříbrných zlacených rámečkách, každá složená z pěti slonovinových destiček s řezanými reliéfy[2], původně přinýtované na dřevěných deskách knihy, byly roku 1785 odděleny od knihy a prodány do soukromé šlechtické sbírky v Rusku, přední desku roku 1853 zakoupilo Victoria and Albert Museum v Londýně; zadní deska je ve sbírce Vatikánské knihovny, Museo sacro.

- Přední deska: trůnící Panna Marie s dítětem Ježíšem, po její pravé straně sv. Jan Křtitel s rozvinutým pergamenem, po Mariině levé straně otec Jana Křtitele Zachariáš, prorok Kristova narození. Dole: scéna Narození Páně a zvěstování pastýřům; nahoře medailon s žehnajícím Kristem, nesený dvěma anděly

- Zadní deska: Mladý bezvousý Kristus stojící na lvu a draku, doprovázený hadem a zajícem, mezi dvěma archanděly. kteří drží pergamenový svitek a hůl. Dole dvě scény se Třemi mudrci: jejich přijetí u krále Heroda a příchod do Betléma; nahoře medailon se zářícím křížem, nesený dvěma anděly. Střední destička byla použitá druhotně, původně byla částí konsulského diptycha, na rubu má rytý nápis s monogramem Flavia Anastasia, který byl v roce 517 konsulem v Konstantinopoli.

## Umístění
Nejméně od roku 860 až do zrušení kláštera v roce 1556 byl celek uchováván v klášteře benediktinů v Lorschi. Roku 1563 jej převzala Biblioteca Palatina v Heidelbergu. Dále byl do roku 1711 nezvěstný a v následujících letech rozdělen na dvě části. První část s deskami získal vídeňský arcibiskup Cristoforo Antonio Migazzi, druhou sedmihradský biskup Ignác Batthyány a po zrušení jeho knihovny (označované později Batthyaneum) byla nezvěstná, roku 1961 uveřejněna její příslušnost k Rumunské národní knihovně v Bukurešti, ale obsah až do roku 1992 neznámý. Po zveřejnění, katalogizaci a digitalizaci je uložena v sedmihradské pobočce Rumunské národní knihovny ve městě Alba Iulia. Část se zadní deskou se roku 1623 dostala do papežské knihovny ve Vatikánu, přední deska je v londýnském Viktoria and Albert muzeu.